# 罗玄
羅玄（韓語：나현，1995年1月30日—），韓國職業圍棋棋手，出生於全羅北道全州市，2010年入段。
2011年連勝金東昊二段、坂井秀至八段、彭立嶢五段和孔杰九段，闖入第16屆三星財產杯四強。
2012年戰勝黨毅飛和江維杰，進入第17屆LG盃八強。
2014年戰勝柯潔，幫助韓國隊奪得福蔭杯國際新銳對抗賽冠軍。
2017年战胜李轩豪、一力辽和李世乭，夺得第29届亚洲电视快棋赛冠军。

## 外部連結
- 韓國棋院「나현(羅玄)」